# Ava Michelle
Ava Michelle Cota, née le 10 avril 2002 est une actrice américaine et danseuse née à New York (États-Unis). Elle est connue pour son rôle de Jodi Kreyman dans les comédies Netflix Tall Girl et Tall Girl 2. Elle a fait des apparitions régulières dans les troisième à septième saisons de Dance Moms, en plus d’être membre de l’équipe Select Ensemble dans la saison quatre pendant une courte période.

## Biographie
Ava Michelle est née le 10 avril 2002 et a grandi à Fenton, dans le Michigan. Michelle était une danseuse invitée de l’ALDC « Select Team » dans la saison 4 de Dance Moms.
Ava Michelle a été formée en danse contemporaine, ballet, jazz et claquettes. Elle est également mannequin et a fait ses débuts sur les podiums de la Fashion Week de New York en 2017. En 2018, elle a lancé une campagne sur les réseaux sociaux, #13Reasons4Me qui encourage les gens à énumérer 13 choses qu’ils aiment d’eux-mêmes ou dans leur vie.

## Carrière
Elle commence en 2013 dans la série télévisée Dance Moms. Elle a ensuite fait une tournée aux États-Unis avec d’autres stars de Dance Moms en 2018. En 2016, elle était dans le premier épisode de So You Think You Can Dance: The Next Generation, bien qu’elle ait finalement été coupée en raison de sa taille,.
Son premier rôle majeur en tant qu’actrice est celui du personnage principal du film Netflix Tall Girl, diffusé pour la première fois le 13 septembre 2019,. Puis dans la suite Tall Girl 2 en avril 2021.

## Filmographie

### Films
- 2018 : This Is Me : Olivia Newton-John (court métrage)
- 2018 : Mamma Mia ! : Anna (court métrage)
- 2018 : A Christmas Dinner : Sophia Bailey
- 2019 : Tall Girl : Jody Kreyman
- 2022 : Tall Girl 2: Jody Kreyman

### Séries
- 2014 - 2017 : Dance Moms : elle-même (18 épisodes)
- 2020 : Zombies 2 : zombie (courte vidéo)